# 布尔吉尼翁
布尔吉尼翁（法語：Bourguignon，法語發音：[buʁɡiɲɔ̃] ⓘ）是法国杜省的一个市镇，属于蒙贝利亚尔区。

## 地理
布尔吉尼翁（47°24'48"N, 6°46'48"E）面积5.56 平方千米，位于法国勃艮第-弗朗什-孔泰大區杜省，该省份为法国东部内陆省份，北起上索恩省，西接汝拉省，东部及东南部与瑞士接壤，东北部与贝尔福地区省接壤。
与布尔吉尼翁接壤的市镇（或旧市镇、城区）包括：马泰、蓬德鲁瓦德-韦尔蒙当。

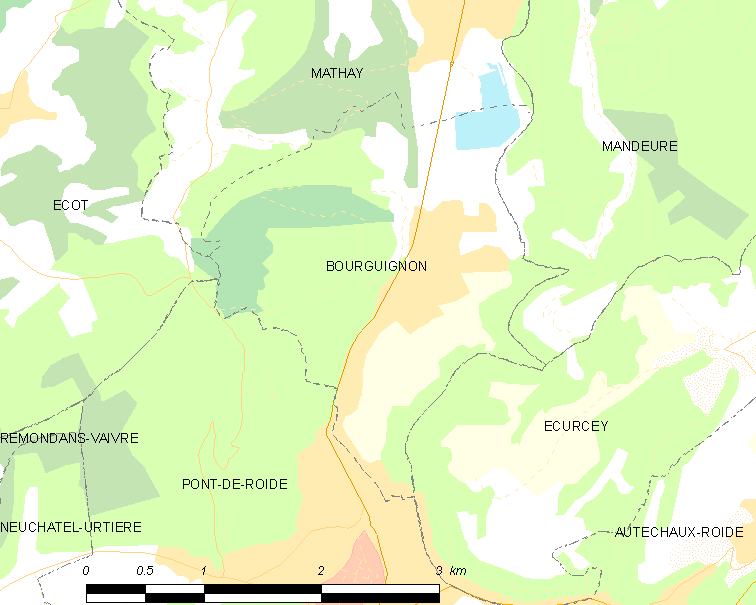
布尔吉尼翁的OSM定位图

布尔吉尼翁的时区为UTC+01:00、UTC+02:00（夏令时）。

## 行政
布尔吉尼翁的邮政编码为25150，INSEE市镇编码为25082。

## 政治
布尔吉尼翁所属的省级选区为瓦朗蒂涅县。

## 人口

1962-2008年间布尔吉尼翁人口变化图示

布尔吉尼翁于2022年1月1日时的人口数量为880人。